# 張建國 (台灣政治人物)
張建國（1959年11月18日—），男，台灣政治人物，旅居於日本東京，前淡江英專校長張驚聲之次子、前淡江大學校長張建邦之弟；曾代表中國國民黨以僑選身份當選為第二屆立法委員。